# Bakugan Battle Brawlers
Bakugan Battle Brawlers (爆丸バトルブローラーズ , Bakugan Batoru Burōrāzu?, o com es va dir a Espanya Luchadores Bakugan) es una sèrie d'animació japonesa produïda sota la direcció de Mitsuo Hashimoto, la sèrie es basa en un joc de cartes estratégic creat per Sega Toys i Spin Master utilitzant cartes metàl·liques i figures mòbils en miniatura accionades per un imant a dins de la carta. La història se centra en les vides d'unes criatures anomenades Bakugan i lels peleadores que les dominen.
La sèrie es va estrenar al Japó a través de TV Tokyo el 5 d'abril de 2007, constant de 51 episodis. Posteriorment, la versió occidental va debutar el juliol de 2007 en Teletoon del Canadà i el 24 de febrer de 2008 en Cartoon Network dels Estats Units, amb un total de 52 episodis. Aquesta versió modificada va ser una col·laboració entre Nelvana Limited, Spin Màster, Sega Toys, Sega Corporation, TMS Entertainment, Vistec i el Japó, sent aquestes dues últimes les encarregades de proporcionar l'animació. El programa també es va emetre a Austràlia, així com en Cartoon Network a Hispanoamèrica i Espanya. En 2012, el Japó va llançar Bakugan Bakutech amb un nou format de joc. A Espanya, es van transmetre únicament els primers 4 animes de la saga Bakugan.

## Anime

### Bakugan
La vida de Danma Kuso, sobrenomenat "Dan" per abreujar, va fer un gir inesperat el dia en què van començar a caure cartes del cel. Aquestes cartes albergaven criatures conegudes com "Bakugan". Dan, juntament amb els seus amics Runo, Marucho, Julie, Shun i Alice, es van veure involucrats de manera accidental en una batalla contra diversos enemics malvats que tenien la intenció de conquistar Vestroia (la dimensió dels Bakugan), així com el planeta Terra i qualsevol altre planeta en l'univers que albergués a aquests éssers. La sèrie d'anime va ser produïda per TMS Entertainment sota la direcció de Mitsuo Hashimoto i es va estrenar el 5 d'abril de 2007 a TV Tokyo, amb una retransmissió en BS Japan sis dies després. Les transmissions van finalitzar el 20 de març de 2008.
Nelvana Limited es va encarregar de la versió en anglès i va presentar la sèrie en el canal canadenc Teletoon des de juliol de 2007 fins a 2008. Posteriorment, la sèrie es va emetre als Estats Units en Cartoon Network, des del 24 de febrer de 2008 fins al 28 de febrer de 2009.
El primer cop que va ser emès a Espanya va ser a Cartoon Network i posteriorment, va ser emès a Telecinco i a Boing.